# Hastula hectica
Hastula hectica é uma espécie de gastrópode do gênero Hastula, pertencente a família Terebridae.

## Descrição
O comprimento da concha varia entre 30 mm a 80 mm.

## Distribuição
Esta espécie ocorre no Mar Vermelho e no Pacífico Indo-Oeste.